# Tixcacal (Mérida)
Tixcacal o Tixcacal Opichén es una subcomisaría del municipio de Mérida en el estado de Yucatán localizado en el sureste de México.

## Toponimia
El nombre (Tixcacal) significa en maya yucateco "pozo con dos brocales" o "cenote con dos bocas".

## Localización
Tixcacal se encuentra se encuentra localizada a 10 kilómetros al poniente del centro de la ciudad de Mérida.

## Infraestructura
Entre la infraestructura con la que cuenta:
- Una iglesia católica
- Un parque.
- un kínder.
- Una escuela primaria.
- Una casa ejidal.
- Una Farmacia.
- Panteón Municipal.
- Residencial faisanes.
- Residencial Solana.

## Importancia histórica
Tuvo su esplendor durante la época del auge henequenero y emitió fichas de hacienda las cuales por su diseño son de interés para los numismáticos. Dichas fichas acreditan la hacienda como propiedad de Ignacio Gómez en 1889.

## Demografía
Según el censo de 2005 realizado por el INEGI, la población de la localidad era de 765 habitantes, de los cuales 369 eran hombres y396 eran mujeres.
| 113                         | 147 | ? | 58 | 24 | 166 | 63 | 348 | 70 | 532 | 592 | 654 | 765 |
| (Fuente: INEGI [Consultar]) |     |   |    |    |     |    |     |    |     |     |     |     |

## Galería

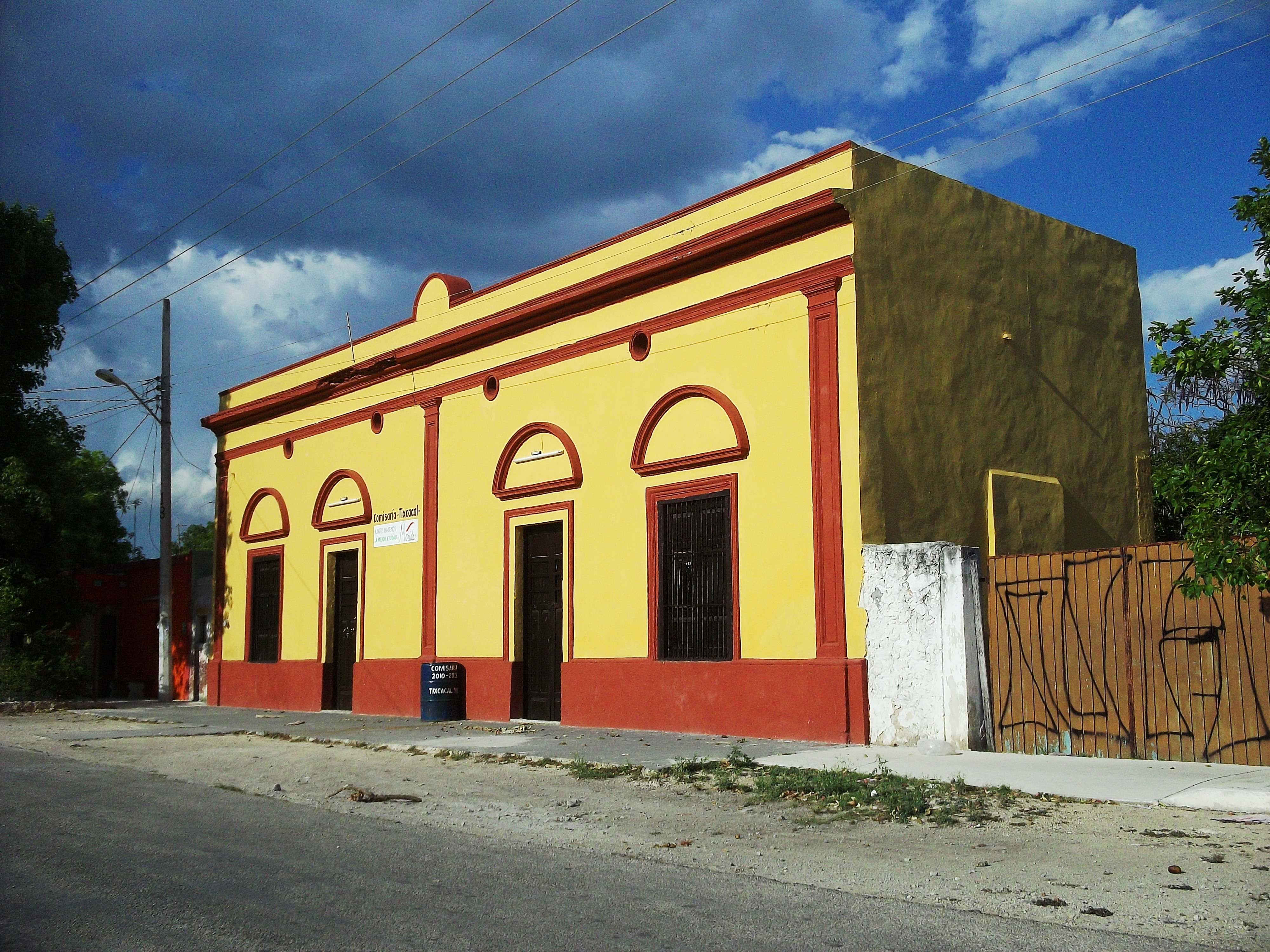
Casa comisarial de Tixcacal.
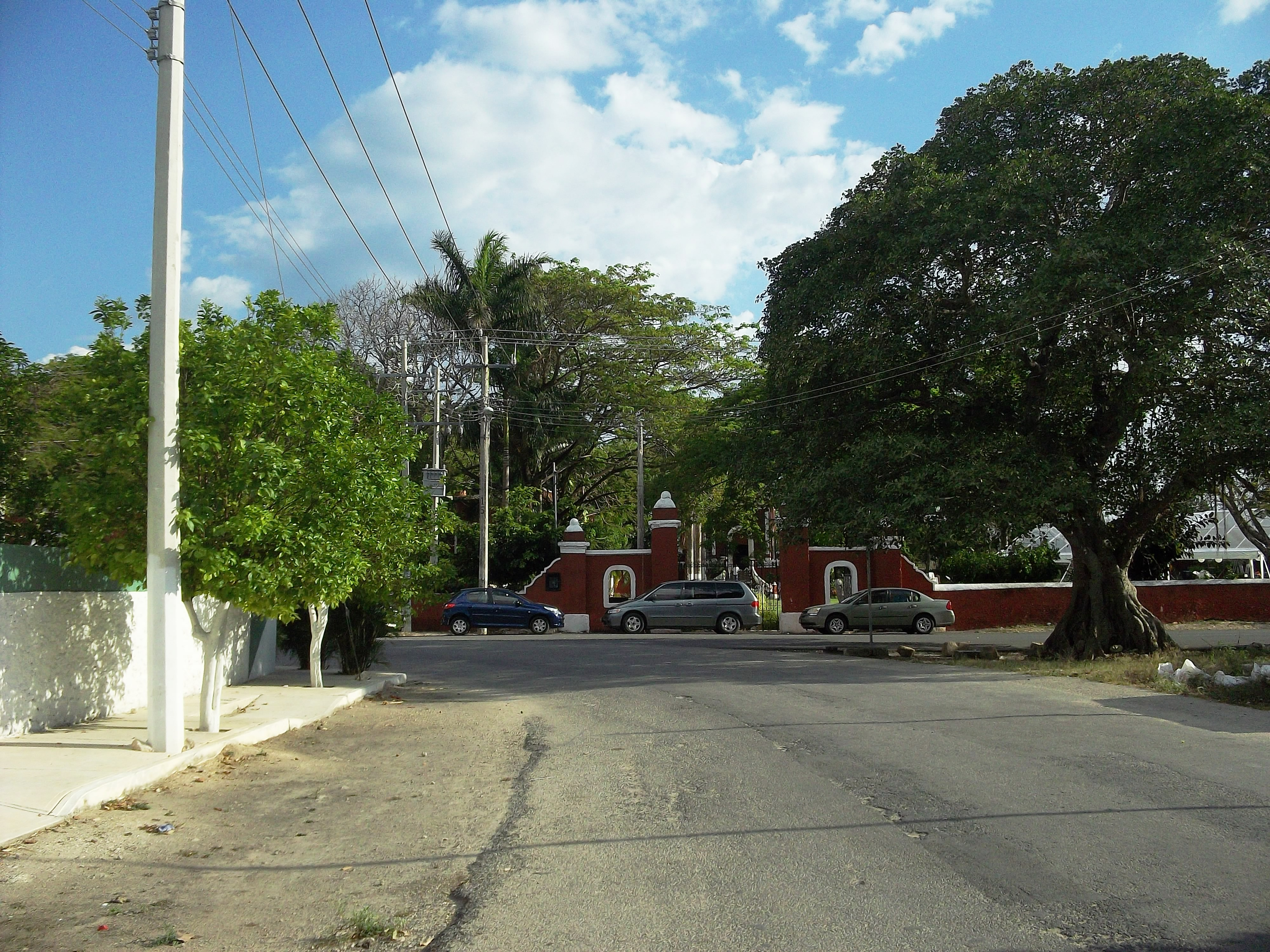
Vista de la hacienda Tixcacal.
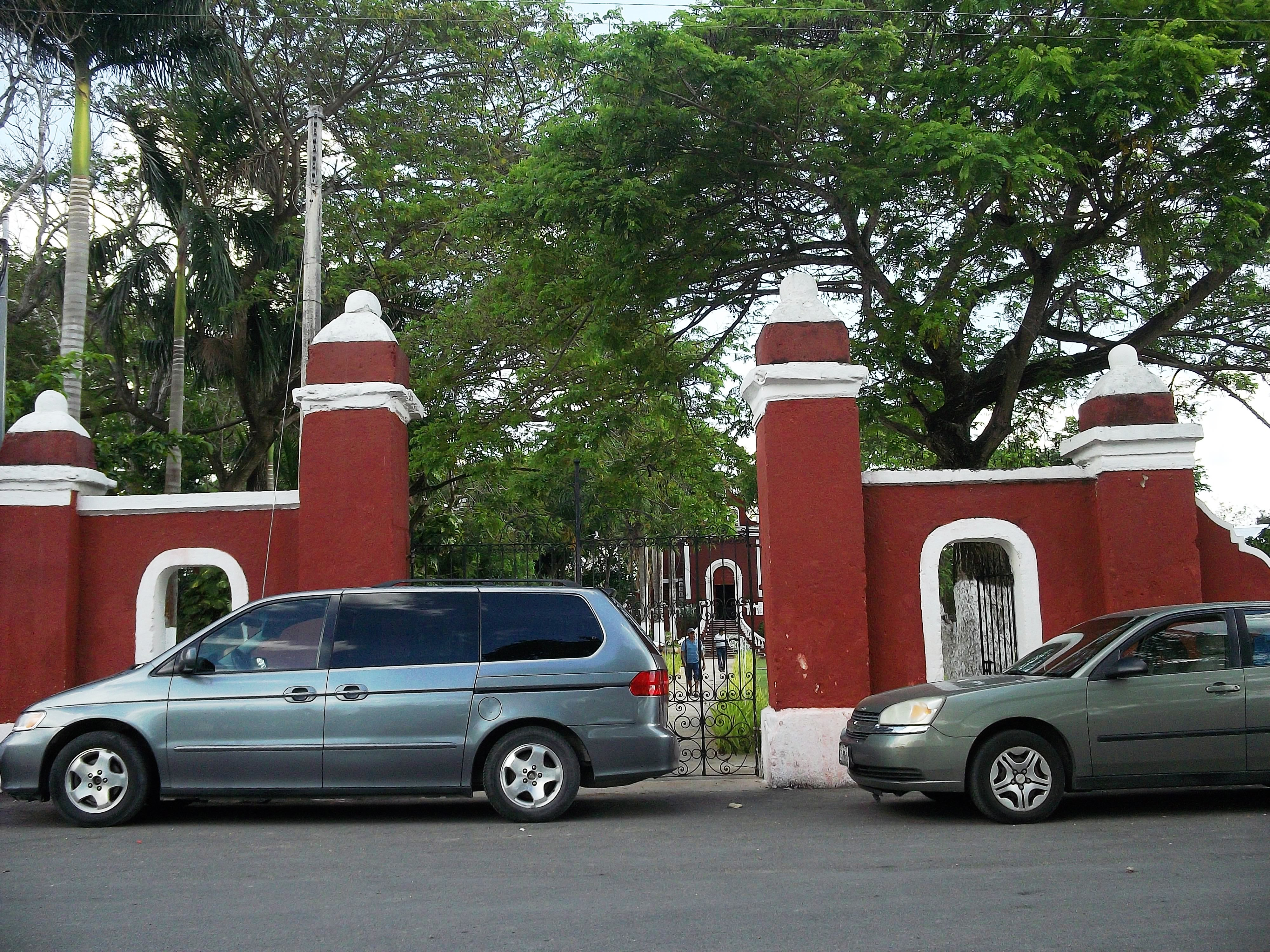
Entrada de la hacienda Tixcacal.
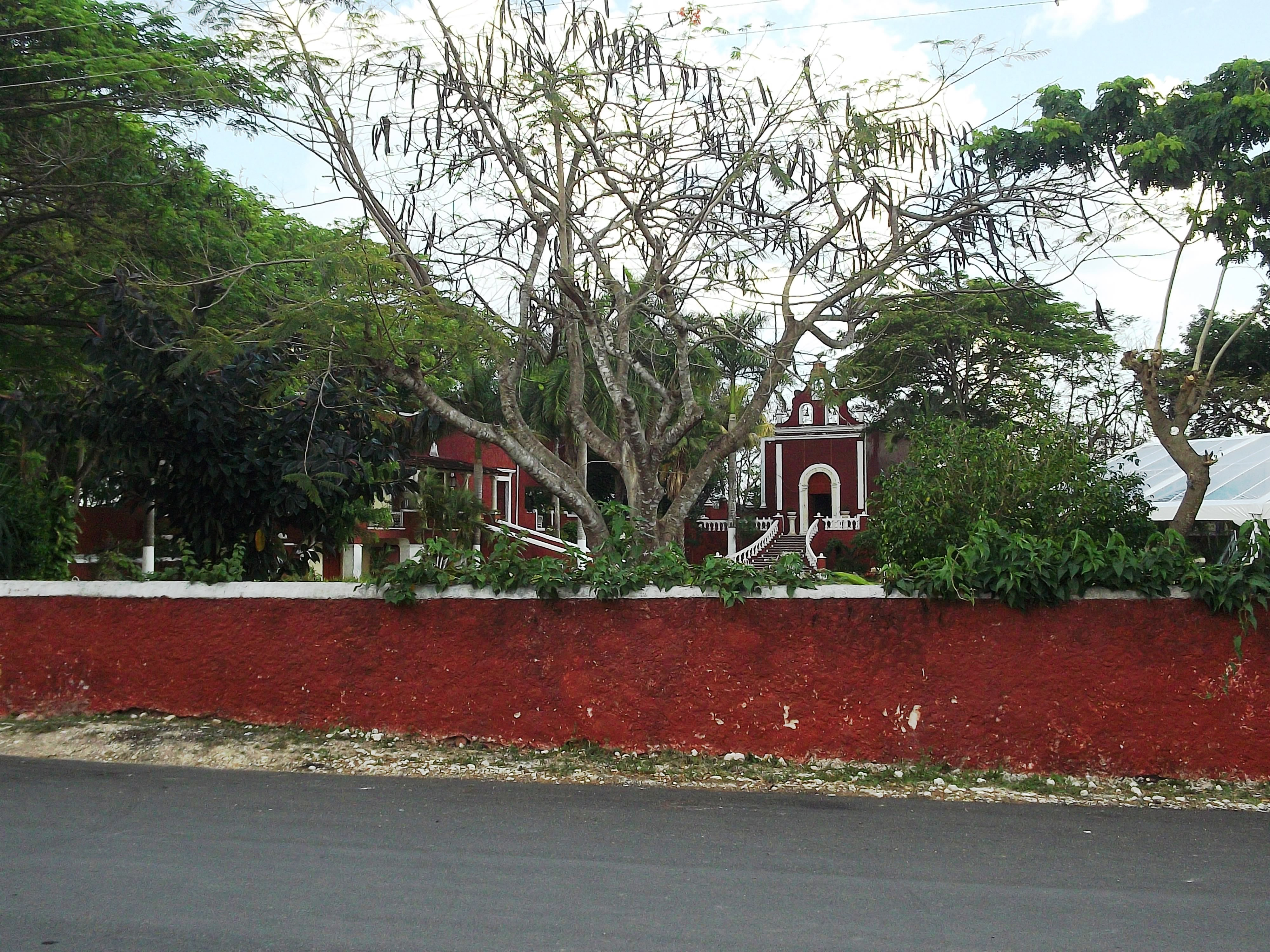
Vista de la hacienda Tixcacal.
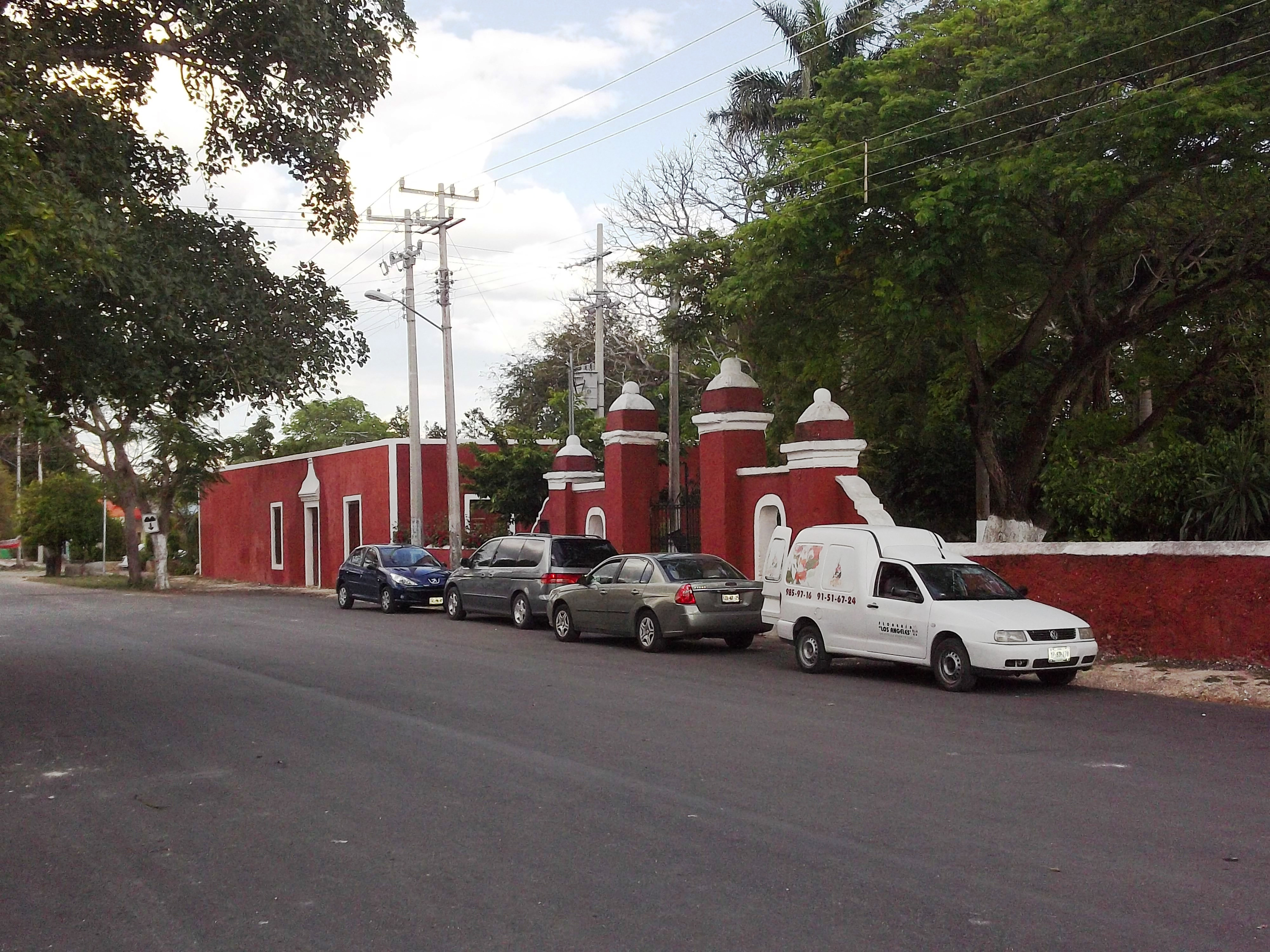
Vista de la hacienda Tixcacal.
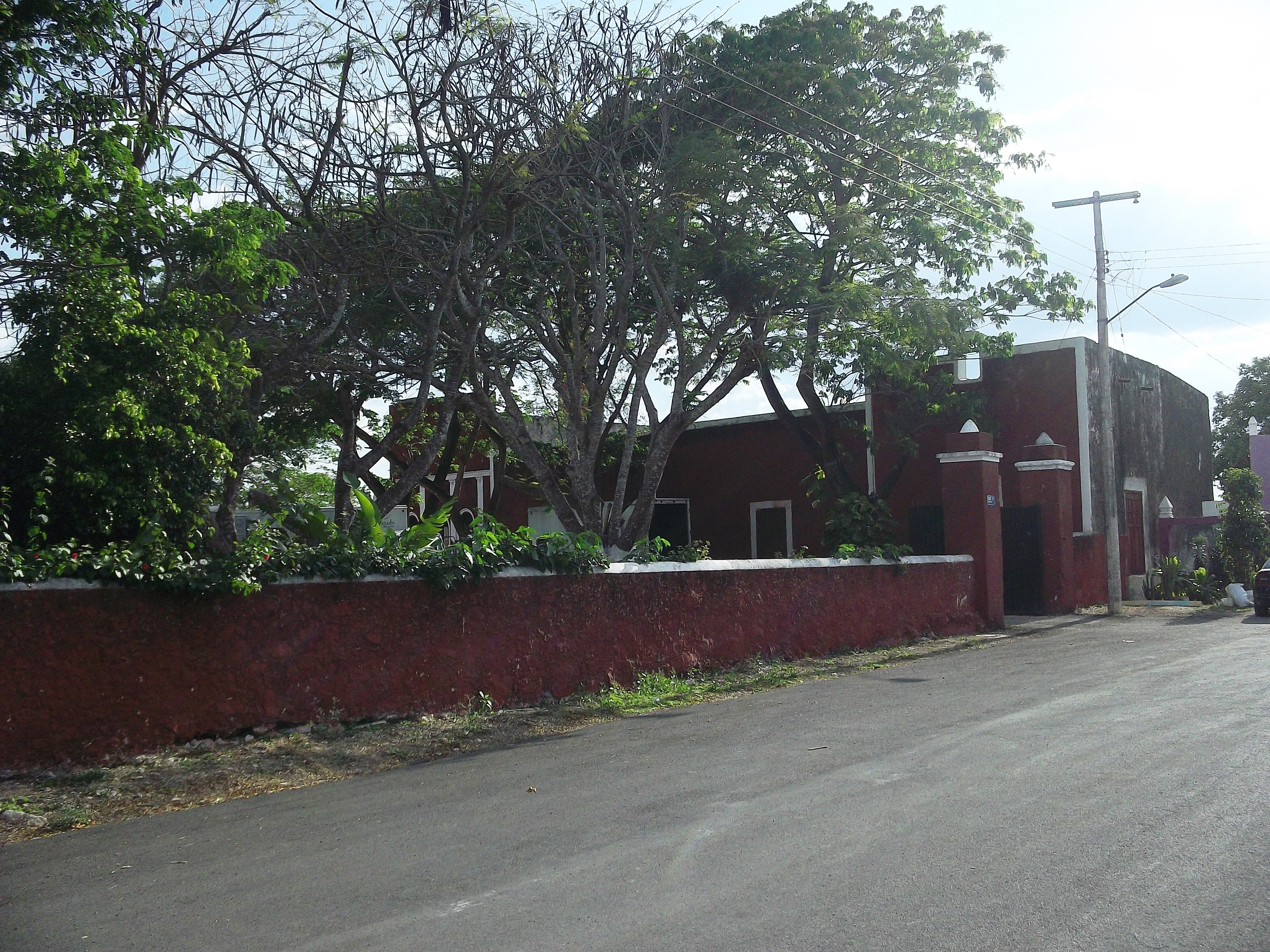
Vista de la hacienda Tixcacal.
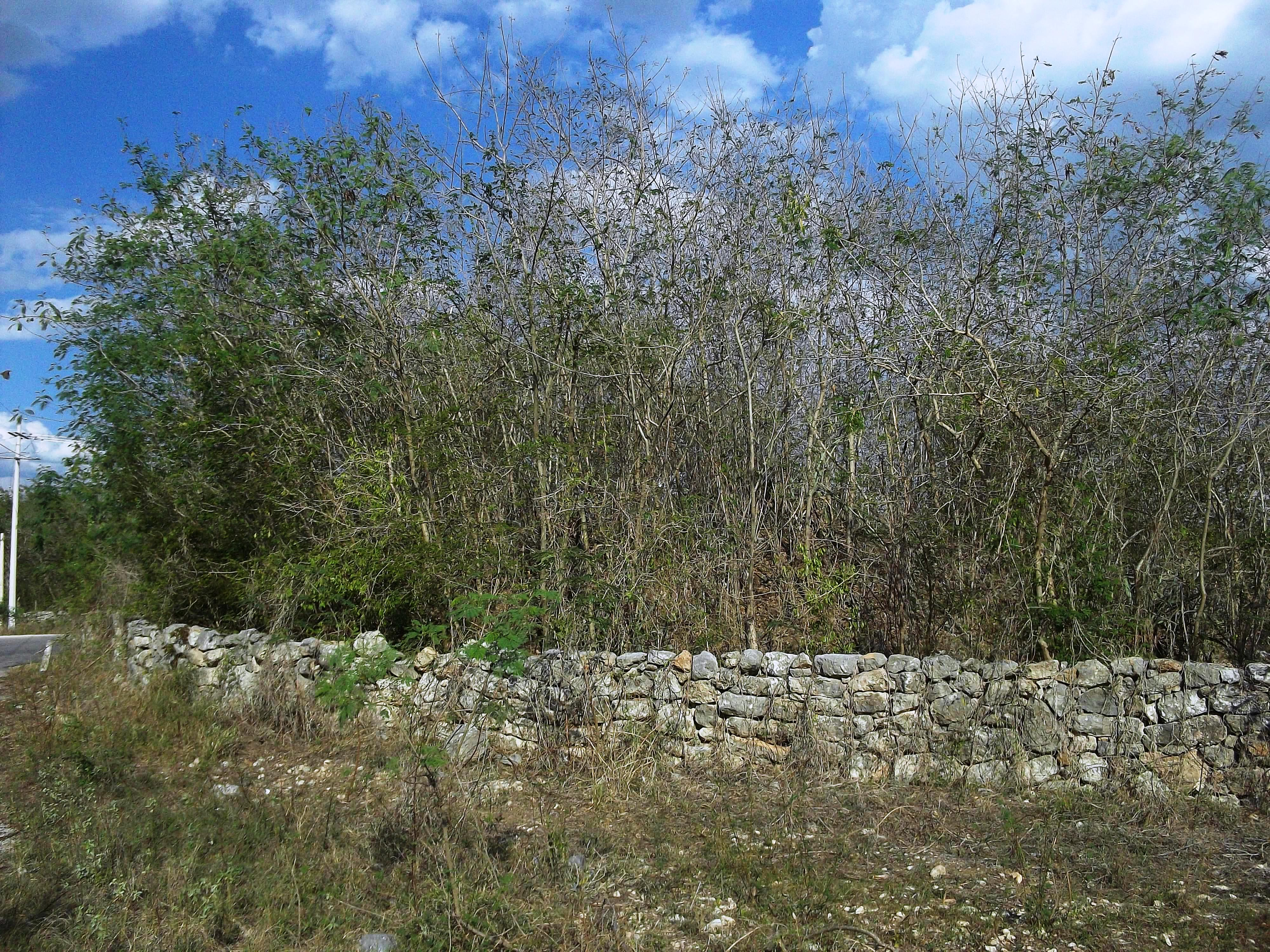
Vestigios arqueológicos de Tixcacal.
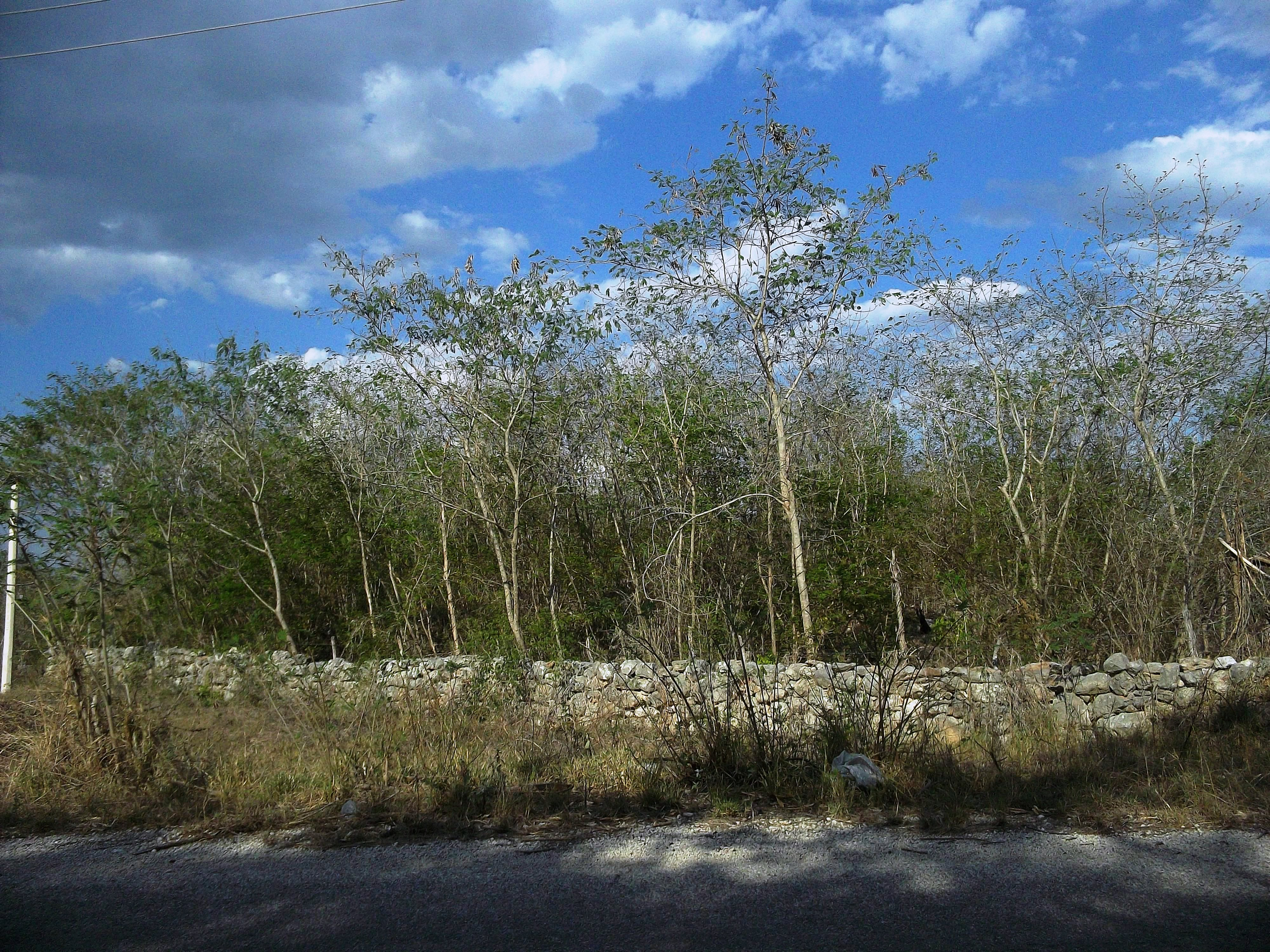
Vestigios arqueológicos de Tixcacal.